# Estadio de Cheonan
El estadio de Cheonan (en coreano: 천안종합운동장), oficialmente Estadio Cheonan Baekseok, es un estadio multiusos ubicado en la ciudad de Cheonan, provincia de Chungcheong del Sur, Corea del Sur. El recinto fue inaugurado en 2001 y posee una capacidad para 26 000 personas.

## Historia
Entre 2007 y 2011 fue utilizado por el club de fútbol Cheonan City de la K League Challengue. En 2019 fue la sede provisional del Seoul E-Land, de la K League 2.
El 15 de octubre de 2013, la selección de fútbol de Corea del Sur utilizó el estadio por única vez en un partido amistoso contra la selección de Malí, juego que terminó en victoria de 3-1 para los coreanos.
El estadio albergó una de las sedes de la Copa Mundial de Fútbol Sub-20 de 2017, en él se jugaron seis juegos de primera fase, dos de octavos de final y un partido de cuartos de final.

## Partidos de la Copa Mundial de Fútbol Sub-20 de 2017
| Fecha               | Selección     | Resultado | Selección     | Ronda            |
| ------------------- | ------------- | --------- | ------------- | ---------------- |
| 22-05-2017          | Francia       | 3 - 0     | Honduras      | Grupo E          |
| 22 de mayo de 2017  | Vietnam       | 0 - 0     | Nueva Zelanda | Grupo E          |
| 25 de mayo de 2017  | Francia       | 4 - 0     | Vietnam       | Grupo E          |
| 25 de mayo de 2017  | Nueva Zelanda | 3 - 1     | Honduras      | Grupo E          |
| 27 de mayo de 2017  | Costa Rica    | 1 - 0     | Zambia        | Grupo C          |
| 27 de mayo de 2017  | Japón         | 2 - 2     | Italia        | Grupo D          |
| 30 mayo de 2017     | Corea del Sur | 1 - 3     | Portugal      | Octavos de final |
| 01 de junio de 2017 | Francia       | 1 - 2     | Italia        | Octavos de final |
| 05 de junio de 2017 | México        | 0 - 1     | Inglaterra    | Cuartos de final |